# Akshata Murty

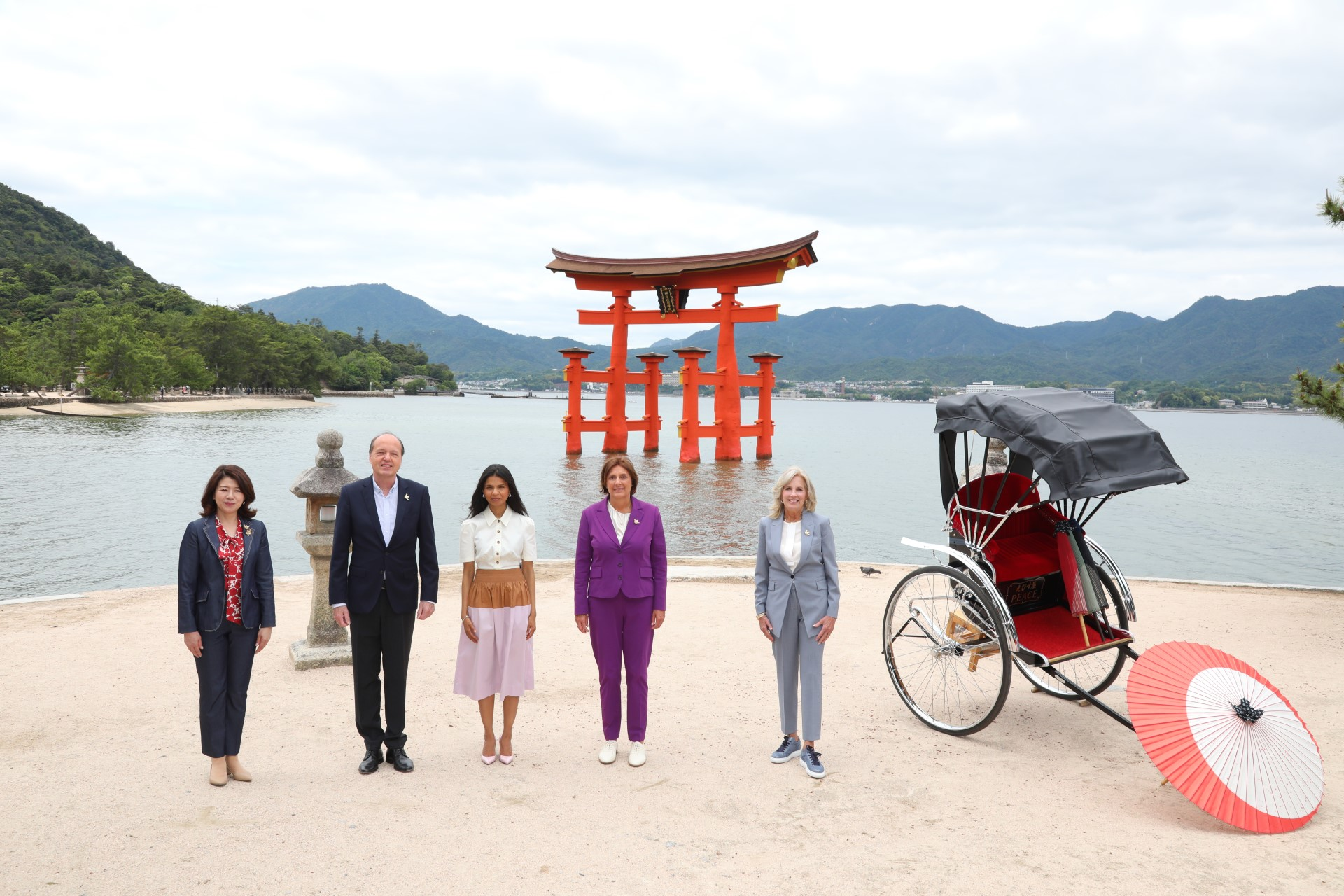
Akshata Murty tại Hội nghị thượng đỉnh G7 lần thứ 49 diễn ra ở thành phố Hiroshima.

Akshata Narayan Murty (sinh ngày 25 tháng 4 năm 1980) là một nữ doanh nhân, nhà thiết kế thời trang và nhà đầu tư người Ấn Độ. Bà là phu nhân của Thủ tướng và lãnh đạo Đảng Bảo thủ Anh Rishi Sunak. Theo Sunday Times Rich List, Murty và Sunak là những người giàu thứ 222 ở Anh tính đến năm 2022, với tổng tài sản trị giá 730 triệu bảng Anh (830 triệu USD).
Năm 2022, tài sản cá nhân của bà trở thành đề tài tranh luận của giới truyền thông Anh trong bối cảnh bà không đăng ký thường trú, một thỏa thuận được coi là có lợi cho giới "siêu giàu". Murty sau đó tự nguyện từ bỏ các lợi ích tài chính từ tình trạng cư trú của mình.
Cha bà là N. R. Narayana Murthy, người sáng lập công ty đa quốc gia Infosys, mẹ là Sudha Murty. Bà nắm giữ 0,93% cổ phần của Infosys, cùng với cổ phần tại một vài doanh nghiệp khác của Anh.

## Đầu đời và học vấn
Akshata Murty sinh vào tháng 4 năm 1980 tại Hubli, Ấn Độ, Murty được ông bà ngoại nuôi nấng khi cha bà N. R. Narayana Murthy và mẹ Sudha Murty làm việc để thành lập công ty công nghệ Infosys. Mẹ bà là nữ kỹ sư đầu tiên làm việc tại Tata Motors, nhà sản xuất ô tô lớn nhất Ấn Độ lúc đó, rồi trở thành một nhà từ thiện. Murty có một người em trai là Rohan Murty, cả hai lớn lên ở Jayanagar vùng ngoại ô của Bangalore. Ông bà ngoại của Murty là R. H. Kulkarni, một bác sĩ phẫu thuật, vợ ông Vimala Kulkarni là giáo viên.
Thập niên 1990, Murty theo học Trường trung học Nữ sinh Baldwin ở Bangalore, đến năm 1998 theo học ngành kinh tế và tiếng Pháp tại Đại học Claremont McKenna ở California. Bà có bằng cấp về chế tạo quần áo của Học viện Thiết kế Thời trang & Kinh doanh, và bằng MBA từ Đại học Stanford.

## Sự nghiệp kinh doanh
Năm 2007, Murty gia nhập công ty Tendris của Hà Lan khi là giám đốc marketing, bà công tác trong hai năm, trước khi thành lập công ty thời trang.
Nhãn hiệu thời trang của bà dừng hoạt động vào năm 2012. Năm 2013, bà là giám đốc quỹ đầu tư mạo hiểm Catamaran Ventures. Bà cùng chồng Rishi Sunak đồng sáng lập, chi nhánh Luân Đôn của công ty Ấn Độ thuộc sở hữu của cha bà, N. R. Narayana Murthy. Sunak chuyển nhượng cổ phần cho vợ trước khi ông được bầu làm nghị sĩ Đảng Bảo thủ đại diện cho khu vực bầu cử Richmond vào năm 2015. Từ năm 2015, bà sở hữu 0,91% hoặc 0,93% cổ phần của công ty công nghệ Infosys, trị giá khoảng 700 triệu bảng Anh vào tháng 4 năm 2022, và có vốn trong hai nhà hàng kinh doanh của Jamie Oliver là Wendy's ở Ấn Độ và Koro Kids. Điều này khiến vợ chồng bà giàu hơn cả Nữ hoàng Elizabeth II kể từ tháng 4 năm 2022, và giàu hơn Vua Charles III từ tháng 10 năm 2022 (nếu chỉ tính tài sản cá nhân). Từ năm 2022, Murthy là giám đốc của Digme Fitness và Soroco, công ty chuyển đổi số do người em trai Rohan Murty đồng sáng lập.

## Đời tư

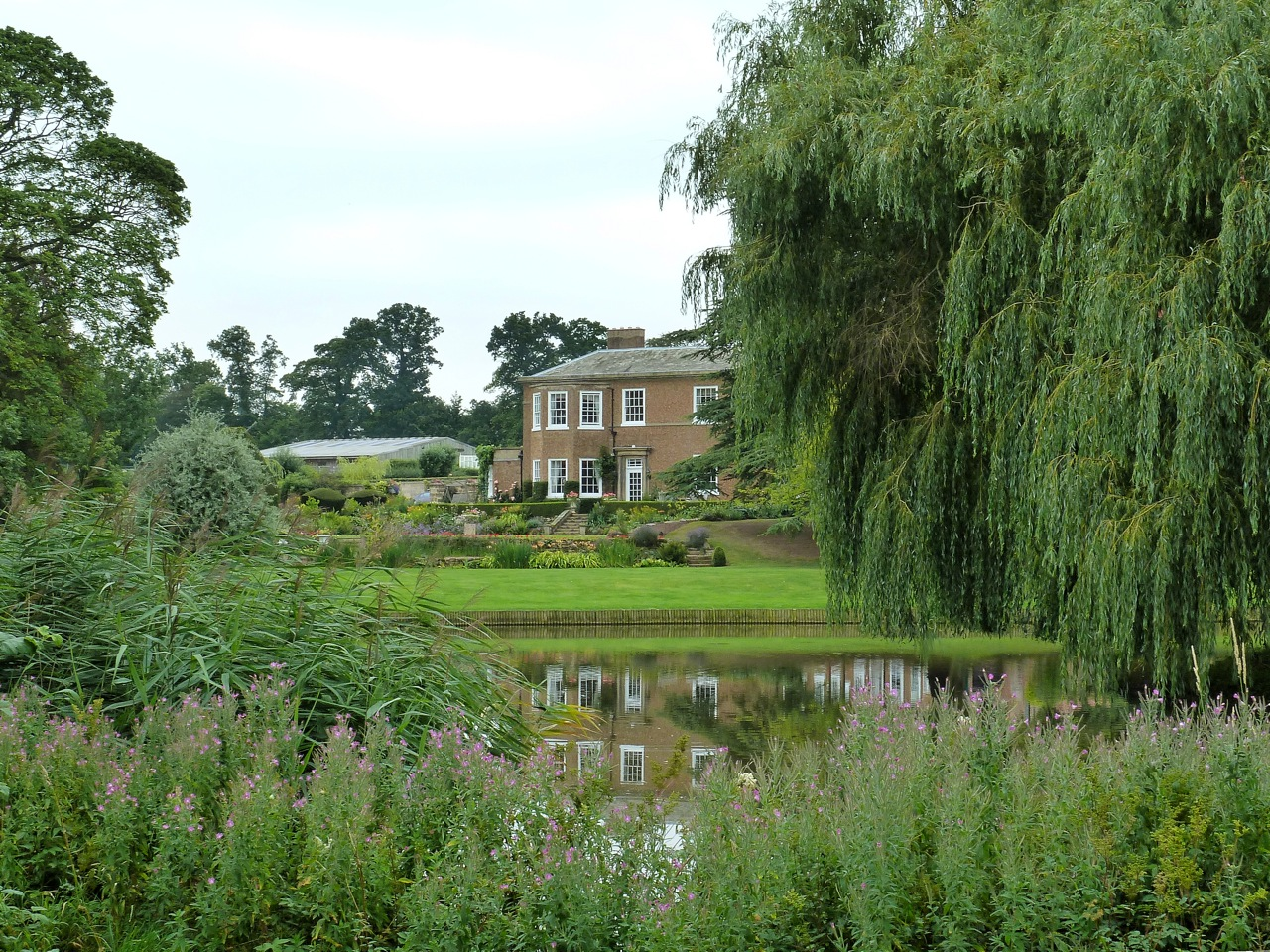
Điền trang Kirby Sigston, Bắc Yorkshire

Murty là công dân Ấn Độ. Vào tháng 8 năm 2009, Murty kết hôn với Rishi Sunak, họ gặp nhau tại Đại học Stanford. Họ có hai con gái – Anoushka và Krishna. Cả hai là chủ Điền trang Kirby Sigston ở làng Kirby Sigston, Bắc Yorkshire, cũng như một ngôi nhà cải tạo từ chuồng ngựa ở Earl's Court ở trung tâm Luân Đôn, một căn hộ trên Đường Old Brompton, Nam Kensington và một căn hộ penthouse trên Ocean Avenue ở Santa Monica, California. Vào tháng 4 năm 2022, Sunak và Murty được cho là đã chuyển khỏi số 11 Phố Downing đến một ngôi nhà mới được trang hoàng lại ở Tây Luân Đôn.
Vào tháng 4 năm 2022, tài sản của Murty trở thành tâm điểm tranh luận của giới truyền thông Anh khi tình trạng không đăng ký thường trú của bà ở Vương quốc Liên hiệp Anh, cho phép bà không phải trả thuế đối với thu nhập ngoài nước Anh, với khoản thanh toán hàng năm là 30.000 bảng Anh. Cuối tháng đó, Murty thông báo bà sẽ từ bỏ tình trạng không thường trú và tự nguyện nộp thuế đối với thu nhập trên toàn thế giới. Nếu Murty đóng thuế đối với thu nhập trên toàn thế giới của bà, nhưng vẫn là không nơi cư trú, bà được lợi từ một điều khoản trong hiệp ước năm 1956 tránh đánh thuế hai lần của công dân Ấn Độ cũng như Vương quốc Liên hiệp Anh.